# ヒポクラテス (アテナイの将軍)
アテネのヒポクラテス（ギリシア語: Ιπποκράτης ο Αθηναίος、ラテン文字翻字: Hippokrátēs / ‘Ippokrátīs 、英語: Hippocrates of Athens、紀元前459年ころ – 紀元前424年）は、紀元前424年にデモステネスとともに戦った、古代ギリシアのアテナイの将軍（ストラテゴス） 。
ヒポクラテスとデモステネスは、メガラとその外港であったニサイア (Νίσαια、Nisaea) を結ぶ長城の奪取を目指してアテナイを出発した。メガラは彼らの入城を拒んだが、彼らは短い攻城戦の末に開城させることに成功した。しかし、ブラシダスが率いるスパルタ勢が来援し、アテナイ勢は撤退を余儀なくされたが、そのままボイオーティアへ3方向から侵攻した。デリオン (Delium) の攻略を目指す地上部隊を率いたヒポクラテスは、攻略に成功した後デリオンに守備隊を置き、アテナイへの帰還の途に就いたが、そこにボイオーティア勢が到着した。デリオンの戦い (Battle of Delium) と称されるこの戦闘は、デリオンとオロポス (Oropos) の中間地帯で、アテナイ勢とボイオーティア勢が争ったが、結果はアテナイの明らかな敗北であった。ヒポクラテスは戦闘が始まって間もなく討ち死にし、味方のアテナイ勢は1,000人近くが討ち死にした。日が暮れて夜になり、ようやくそれ以上の損害が防がれたという状況であった。7日間の攻城戦の末に、ボイオーティア勢はデリオンを陥落させ、この時点で、ヒポクラテスや将兵たちの遺体が、アテナイ側に返還された。